# Granito di Capo Testa
Il granito di Capo Testa è un tipo di granito, che si trova nella piccola penisola omonima, situata nel nord della Sardegna, a pochi chilometri da Santa Teresa di Gallura. 
A est in località Marmorata e a ovest a Capo Testa si trovano tracce delle antiche cave di granito. Per le tracce dei siti estrattivi di diversi resti di colonne, solo abbozzate, datate all'inizio del II secolo d.C..
Le colonne del Pantheon probabilmente furono costruite con questo materiale.

## Morfologia
Granito a grana medio-grossa omogenea, di colore rosso. 

## Pertinenza geologica
Paleozoico | Precambriano

## Principali impieghi
Edilizia civile, arredo urbano, arte funeraria e monumenti.